# Eopleurozia paradoxa
Eopleurozia paradoxa là một loài rêu tản trong họ Pleuroziaceae. Loài này được (J.B. Jack) R.M. Schust. miêu tả khoa học lần đầu tiên năm 1961.